# Chaim Kaniewski

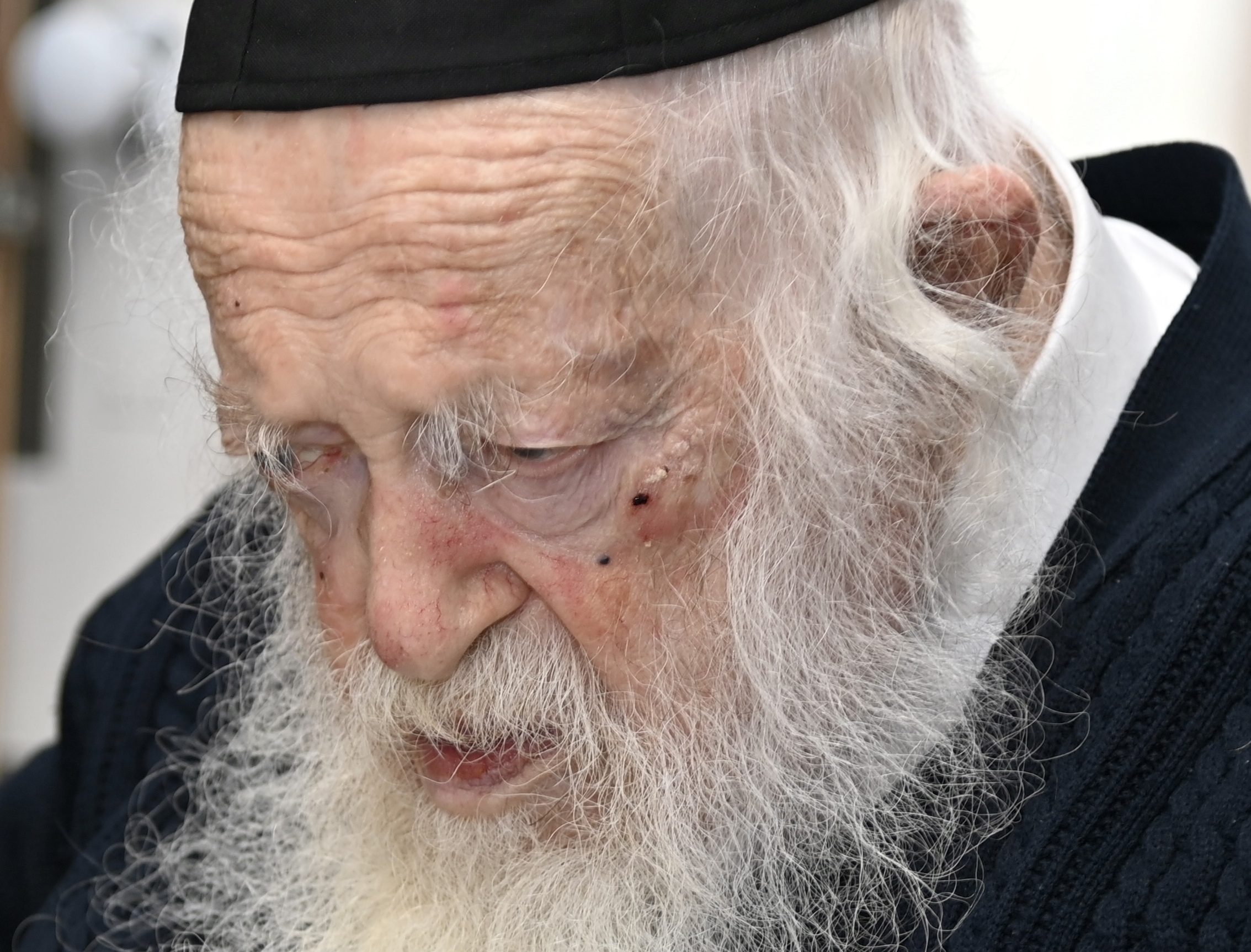
Rabbi Chaim Kaniewski (Dezember 2021)

Schmarjahu Joseph Chaim Kaniewski (hebräisch שְׁמַרְיָהוּ יוֹסֵף חַיִּים קַנְיֶבְסְקִי; 8. Januar 1928 in Pinsk, Polen, heute Belarus – 18. März 2022 in Bnei Braq) war ein israelischer charedischer Rabbiner und Gelehrter, der im orthodoxen Judentum weltweit hohes Ansehen genoss.

## Leben
Chaim Kaniewski war der Sohn des Rabbiners Jakow Jisrael Kaniewsky (1899–1985), genannt der Steipler oder Steipler Gaon, auch er ein ultraorthodoxer Posek, der einen mehrbändigen Talmud-Kommentar (Kehillot Jakow) verfasst hatte, sowie von Rebbitzen Miriam Karelitz, Schwester von Rabbi Avraham Jeschajahu Karelitz, bekannt als Chazon Ish. Er kam im Alter von sechs Jahren mit seiner Familie in das britische Mandatsgebiet Palästina und verließ das Land danach nicht mehr.
In seiner Jugend galt er als Wunderkind, das sich mit einem fotografischen Gedächtnis an die Texte der Tora erinnern und trotz seines jungen Alters komplizierte rabbinische Lehren erklären konnte. Während des Krieg um Israels Unabhängigkeit wurde er, damals Student an der Łomża Yeshiva, zu den israelischen Verteidigungskräften einberufen. Er wurde beauftragt, auf einem Hügel in der Nähe von Jaffa Wache zu halten. 1951 heiratete er Batsheva Elyashiv, die Tochter von Rabbi Yosef Sholom Eliashiv. Mit ihr hatte er acht Kinder.
Er war neben Aharon Jehuda Leib Shteinman der herausragende Führer der nichtchassidischen litauischen Charedim. Im Gegensatz zur seinerzeitigen Mehrheitsmeinung erklärte Kaniewski 2017, „dass es mit dem jüdischen Religionsrecht vereinbar sei, Fälle sexuellen Missbrauchs an Kindern der Polizei zu melden“. Kaniewskis Frau starb im Jahr 2011. Zuletzt lebte er in Bnei Braq und erhielt jedes Jahr Tausende von Besuchen von Juden, die religiösen und halachischen Rat suchten. Er war der offizielle Rabbiner und spirituelle Führer der gemeinnützigen Organisation BeLev Echad, die 2011 in Israel gegründet wurde und sich der Unterstützung kranker und behinderter Kinder und Erwachsener widmet.
Er starb am 18. März 2022. Israels Präsident Jitzchak Herzog würdigte seine „Liebe zur Torah, seine Bescheidenheit, Demut und geistige Führung“. Der aschkenasische Oberrabbiner David Lau sprach vom Verlust eines „Giganten einer Generation“. Die Zahl der Trauergäste – fast nur Männer – bei dem Begräbniszug am 20. März 2022 rund um den Friedhof Sichron Meʾir in Bnei Braq, einem Vorort von Tel Aviv, wurde von der New York Times auf ca. 400.000 bis 750.000 geschätzt. Es handelte sich um eines der größten Begräbnisse seit Gründung des Staates Israel.

## Werke
Chaim Kaniewski verfasste zahlreiche Sefarim, unter anderem Derech Emunah über landwirtschaftliche Halachot, Derech Chochmah über Hilchot Beit Hamiqdasch und Schone Halachot, eine systematische Zusammenfassung der Mischna Berura. Ische Jisroel handelt von der Tfila, und die Halachot von Schiluach Haken sind in Schaleach TeSchalach festgehalten.